# Tenzin Rabgye

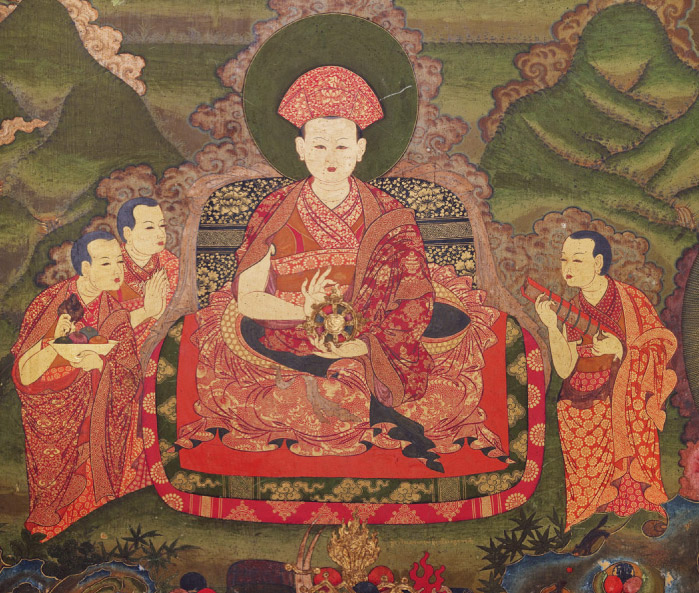
Tenzin Rabgye (1638-1696) e Atendentes, pinturas na parede, Late c. 17, zimkhang, Tango Mosteiro, Butão

Tenzin Rabgye (1638 – 1696) foi um Desi Druks do reino do Butão, reinou até 1694. Foi seguido no trono por Gedun Chomphel.